# استان سان لوئیس
استان سان لوئیس یکی از استان‌های ۲۳ گانه آرژانتین، واقع در مرکز کشور می‌باشد. سان لوئیس با استان‌های لاریوخا، کوردوبا، لا پامپا، مندوسا و سان خوان مرز مشترک دارد.

## مشخصات
- مرکز: سان لوئیس
- مساحت: ۷۶۷۴۸ کیلومترمربع
- جمعیت: ۳۶۷۹۳۳ (تا ۲۰۰۱)
- فرماندار: آلبرتو رودریگز سا

## تاریخچه
پیش از ورود اسپانیایی‌ها به آمریکای جنوبی، استانی که امروزه سان لوئیس نام دارد زیستگاه بومیان بود. از اقوام این بومیان می‌توان به کالچاکیس، میچیلینگس، رانکلس، پوئلچس و پئوئنچس اشاره نمود.
شهر سان لوئیس توسط خوان خوفره ده لوآیسا منه سس در سال ۱۵۹۴ تأسیس شد که بعدها بر اثر حملات مکرر بومیان از سکنه خالی گشت اما در سال ۱۵۹۶ توسط مارتین گارسیا ده اونیز آباد شد.
در سال ۱۷۱۲ شهر بر اثر حمله ویرانگر بومیان مالونس رو به نابودی رفت اما مجدداً همراه با احداث دژهایی رو به‌آبادی رفت.
اندکی پس از ایجاد نایب السلطنه ریودلاپلاتا در سال ۱۷۷۶، منطقه تحت تسلط کوردوبا و سپس کویو (۱۸۱۳) بود. سرانجام استان در سال ۱۸۲۰ اعلام استقلال نمود.
خطوط راه‌آهن و سیستم ریلی در سال ۱۸۷۵ به سان لوئیس رسید که موجب ایجاد شهرهایی (مانند ویا مرسدس و سانتا روزا) در بین مسیر آن شد.
پس از بحران مالی دهه ۱۹۳۰، جمعیت استان به نصف خود رسید.
از چهره‌های سیاسی برجسته استان می‌توان به آدولفو رودریگز سا (پرونیست) اشاره نمود.

## جغرافیا و اقلیم
در شمال و غرب استان، تپه‌ها و ماهورهای کم ارتفاع وجود دارد. در جنوب و مرکز نیز زمین‌های هموار و دریاچه نمک پامپا دلاس سالیناس قرار دارد.
هر چند آب و هوای سان لوئیس معتدل و کم باران است، مناطق بسیاری با آب و هوایی معتدل و خاک حاصلخیز چون ویا ده مرلو وجود دارند.
رودهای عمده در استان، کوئنتو و کونلارا می‌باشند. همچنین رودهای سالادو و دساگادرو مرز این استان را با سایر ایالات تشکیل می‌دهد.

## اقتصاد
استان سان لوئیس با تولید ارزشی برابر ۴/۳ میلیارد دلار در سال ۲۰۰۶ و درآمد سرانه ۹۲۰۰ دلار از نظر اقتصادی رو به رشد می‌باشد. کشاورزی و صنایع عمده‌ترین فعالیت استان به‌شمار می‌آید. فعالیت استان در بخش کشاورزی محدود به تولید ذرت، لبنیات، گیاهان جایگزین گوشت حیوانی و پرورش گاو است.
در بخش معادن می‌توان به معادن آهک، مرمر، اورانیوم، نمک و تنگستن اشاره کرد.
در بخش صنایع نیز صنعت چرم، نساجی، سرامیک، پلاستیک، وسایل خانگی و کاغذ فعال می‌باشد.
پرورش دام در سالتا تنها در بخش شرقی و مرطوب انجام می‌شود.
صنعت جهانگردی چندان منبعی درآمدزا نمی‌باشد. با این حال جاذبه‌های توریستی شامل مکانهای زیر است:
مناطق خوش آب و هوای اطراف ویا ده مرلو
پارک ملی سیه را دلاس کیخاداس
دریاچه پوتره رو

## تقسیمان سیاسی
استان به ۹ بخش (دپارتمان) تقسیم می‌شود.
۱ – بخش آیاکوچو
۲ – بخش بلگرانو
۳ – بخش مرکزی (با مرکزیت سان لوئیس)
۴ – بخش چاکابوکو
۵ – بخش کورونل پرینگلس
۶ – بخش خنرال پدرنرا
۷ – بخش گوبرنادور دوپوی
۸ – بخش خونین
۹ – بخش لیبرتادور خنرال سان مارتین